# Vrouw bij vuur
Vrouw bij vuur en Man bij vuur zijn twee kleine kunstwerken in Amsterdam-Zuid. Ze zijn ontworpen door Frans Werner.
De Vrouw bij vuur is te vinden op de zijgevel van Griftstraat 55, hoek President Kennedyplantsoen. Het stelt een vrouw voor die haar handen warmt aan een vuurhaard. De gevelsteen is van kalksteen. In een balk onderaan wordt vermeld “Eigen” en “Haard”, verwijzend naar woningcorporatie Eigen Haard
De Man bij vuur is te vinden op de zijgevel van de Moerdijkstraat 56, eveneens hoek President Kennedyplantsoen. Het stelt een man voor, die een kippetje braadt boven een vuur. De gevelsteen is ook van kalksteen. In een balk onderaan wordt aangegeven “Anno” en “1935”.
De beide beelden stammen uit de tijd dat de flatwoningen van architect Johan Brouwer (1884-1966) werden opgeleverd. Het huizenblok heeft hier een open eind, met tussen beide genoemde straten de binnentuinen.

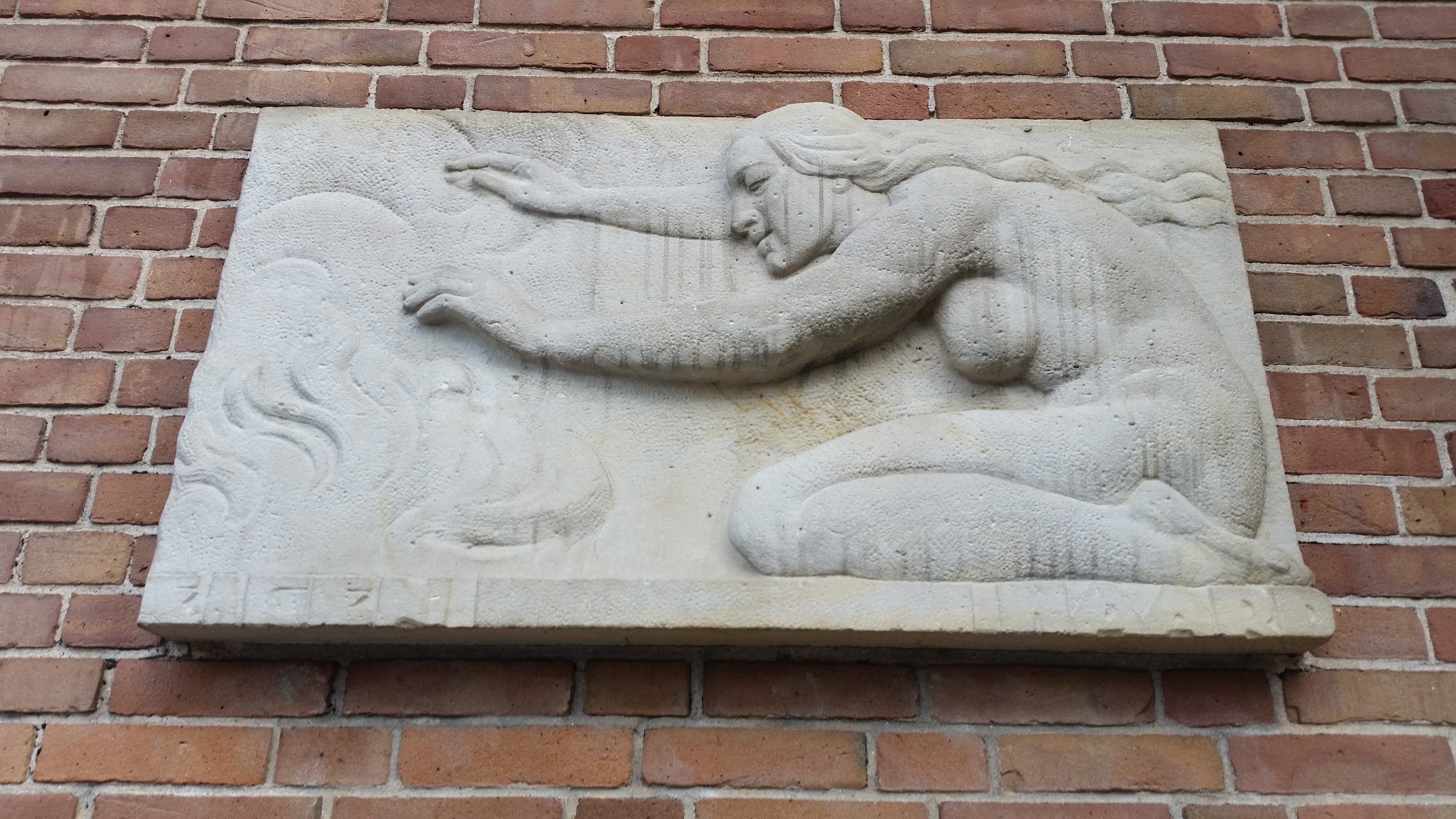
Vrouw bij vuur (oktober 2018)
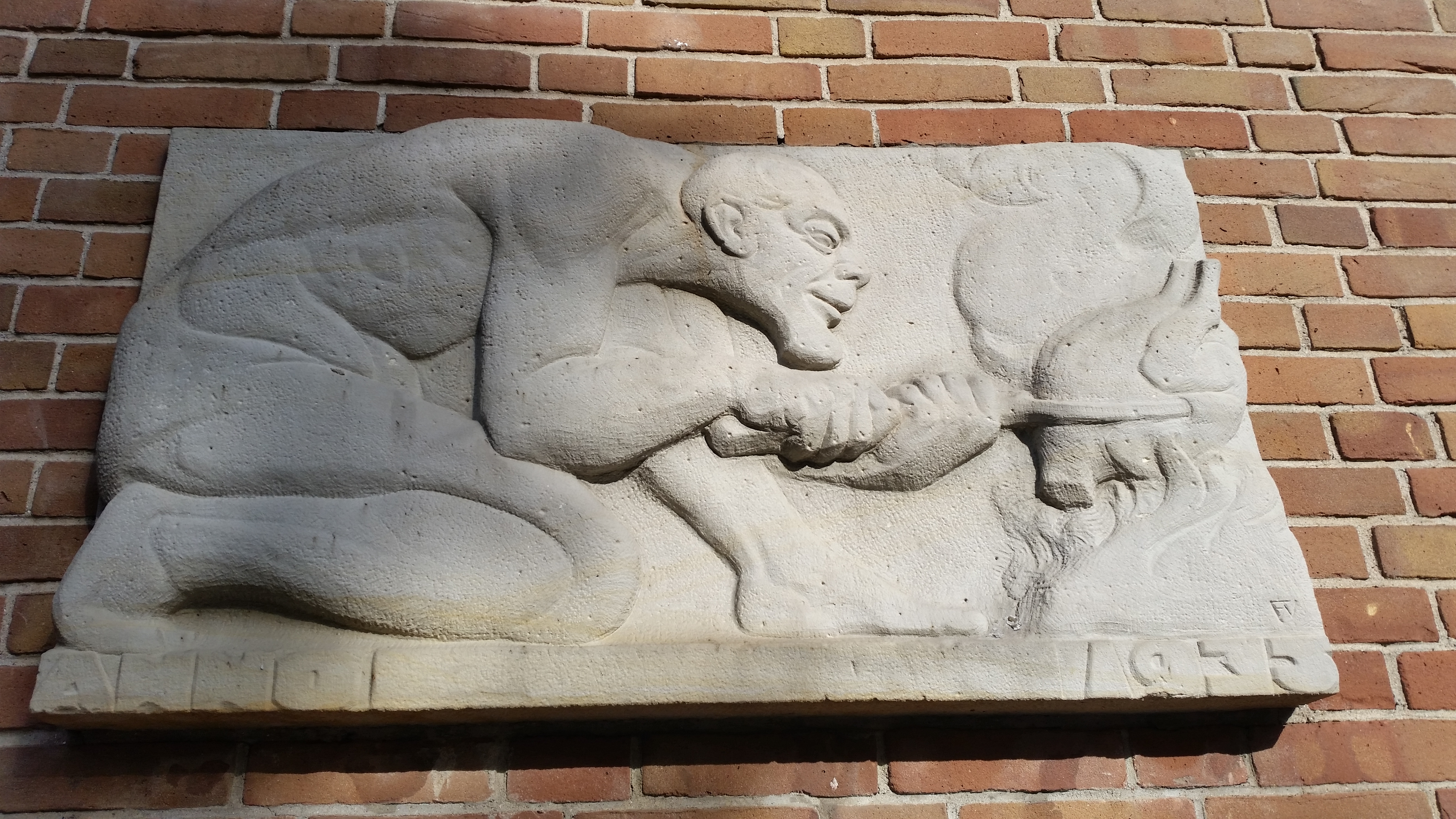
Man bij vuur (oktober 2018)